# عمر تينا
عمر تينا (بالإسبانية: Omar Tena)‏ (28 أبريل 1985 بمدينة مكسيكو في المكسيك - ) هو لاعب كرة قدم مكسيكي في مركز الدفاع. لعب مع نادي أمريكا ونادي كيريتارو.